# Żurominek
Żurominek – wieś sołecka w Polsce położona w województwie mazowieckim, w powiecie mławskim, w gminie Wiśniewo. Leży przy drodze wojewódzkiej nr .
Miejscowość jest siedzibą rzymskokatolickiej parafii św. Stanisława BM należącej do dekanatu strzegowskiego.
W latach 1975–1998 miejscowość administracyjnie należała do województwa ciechanowskiego.
Osada wzmiankowana w 1247, do XVIII wieku własność kapituły płockiej. Tu urodził się 1911 i został pochowany w 1943 ppłk Antoni Załęski, żołnierz kampanii wrześniowej w 1939, organizator i komendant Batalionów Chłopskich Podokręgu Wkra zamęczony przez Gestapo w Ciechanowie.